# C'est La Vie/Jeremy Bender
C'est La Vie/Jeremy Bender è il secondo singolo dell'artista britannico Greg Lake, l'unico parzialmente da solista – infatti, il lato B è opera di tutto il trio ELP (di cui è anche il decimo singolo) –, pubblicato dalla Atlantic (catalogo K 10990) nel 1977.

## I brani

### C'est la Vie
C'est La Vie, presente sul lato A del disco, è il brano estratto dal doppio album Works Volume 1 e pubblicato – sempre come lato A – anche nelle edizioni aventi, come B-side, i brani Brain Salad Surgery (nell'edizione italiana), Hallowed Be Thy Name (in quella francese) e Closer to Believing (in quella turca).

### Jeremy Bender
Jeremy Bender, presente sul lato B del disco, è il brano estratto dall'album Tarkus (uscito sei anni prima). La musica è di Keith Emerson, mentre il testo è di Lake e l'arrangiamento del trio al completo. Con una durata di quasi 2 minuti, è il più corto dei brani composti dal trio.
Il brano è in tonalità di re maggiore e in 4/4.
Il tastierista Keith Emerson ha detto che il brano è nato come un tentativo di scoprire come suonerebbe il pianista country Floyd Cramer suonando Oh! Susanna di Stephen Foster.

Emerson ha detto: 

L'ingegnere del suono dell'album, Eddy Offord, ha ricordato di aver lavorato al brano, dicendo:
Secondo François Couture di AllMusic, la canzone parla di un uomo che vuole farsi suora perché vuole essere costantemente circondato da donne. Lui ci prova con la madre della congregazione, ma dopo averla baciata si accorge che anche lei è un uomo travestito. Disgustato, "ha preparato la valigia e ha deciso di partire".
François Couture di AllMusic non ha apprezzato molto il brano, poiché ha scritto che Jeremy Bender e Are You Ready, Eddy? erano gli unici brani, dall'album Tarkus, che valeva la pena buttare via. Newsweek ha comunque definito il brano "una gemma fusa con l'honky-tonk".
Le versioni dal vivo del brano, incluse come medley con The Sheriff, si possono trovare sia nel triplo album Welcome Back, My Friends, to the Show That Never Ends che nel box-set A Time and a Place.

## Tracce
Lato A
1. C'est La Vie – 3:35 (testo: Peter Sinfield – musica: Greg Lake; edizioni musicali Palm Beach International Recordings Ltd.)

Lato B
1. Jeremy Bender (Emerson, Lake & Palmer) – 1:45 (testo: Greg Lake – musica: Keith Emerson; edizioni musicali Manticore Music Ltd.)

## Musicisti
- Greg Lake – voce, chitarra acustica[1], basso[2]
- Keith Emerson[9] – fisarmonica[1], piano[2]
- Orchestre de l'Opéra de Paris – diretta da Godfrey Salmon [1]
- Carl Palmer – batteria [2]